# أولاد بن اعريف المركز (سيدي الذهبي)
أولاد بن اعريف المركز هي إحدى مشيخات المملكة المغربية، تتبع جغرافيا لإقليم سطات وإداريًا لسيدي الذهبي. يقدر عدد سكانها بـ 565 نسمة حسب الإحصاء الرسمي للسكان والسكنى لسنة 2004.